# پوکاسالا
پوکاسالا (به اسپانیایی: Pucasalla) یک کوه در پرو است که در Peru, Cusco Region واقع شده‌است. پوکاسالا ۵٬۴۰۰ متر بالاتر از سطح دریا واقع شده‌است.